# Аун Кяу Тун
Аун Кяу Тун (бирм. အောင်ကျော်ထွန်; 5 августа 1986) — мьянманский футболист (полузащитник) и футбольный тренер. Самый молодой автор гола в матчах первых сборных.

## Биография

### Игровая карьера
На клубном уровне известен по выступлениям за команду «Министерство лесоводства».
В 2000 году, в возрасте 14 лет, был вызван в основную сборную Мьянмы для участия в чемпионате АСЕАН. Дебютировал за сборную 6 ноября в матче 1-го тура с хозяевами турнира — сборной Таиланда (1:3) и отметился забитым голом на 62-й минуте. Сыграв в матче в возрасте 14 лет и 93 дней, Аун Кяу Тун стал самым молодым на тот момент игроком, сыгравшим в официальном международном матче среди первых сборных, а также установил рекорд в качестве самого молодого автора гола, который держится до сих пор. Также принял участие в двух оставшихся матчах группового этапа против Филиппин (3:0) и Индонезии (0:5), заняв 3 место в группе.
В октябре 2003 года сыграл во всех 6 матчах отборочного турнира Кубка Азии 2004, не отметившись результативными действиями. В дальнейшем за сборную не играл.

### Тренерская карьера
С 2016 года работал ассистентом главного тренера в молодёжной сборной Мьянмы. В 2018 году был исполняющим обязанности главного тренера в клубе «Шан Юнайтед». Под его руководством команда в том числе провела 5 игр на групповой стадии Кубка АФК, победив лишь однажды.